# Palazzo Nuovo Albani
Palazzo Nuovo Albani è un edificio storico di Urbino. Ospita le sedi di alcuni uffici pubblici, come l'I.N.P.S., la sede dell'Istituto per la Formazione al Giornalismo della locale Università, le sedi di alcune associazioni ed alcune attività commerciali. È gestito, assieme al palazzo del Collegio Raffaello, da un ente comunale chiamato Legato Albani, fin dalla seconda metà del XIX secolo.

## Storia
Fu eretto nella prima metà del XIX secolo, tra gli anni trenta e quaranta, per essere l'abitazione del cardinale Giuseppe Albani, ma la costruzione non fu terminata prima della morte del committente, per cui l'Albani, per volontà testamentaria, dispose che i lavori fossero stati completati dagli eredi e poi il palazzo sarebbe stato donato alla comunità cittadina, come alloggio per gli allievi del vicino Collegio Raffaello.
Tali disposizioni furono applicate con un certo ritardo, in particolare per la parte riguardante la donazione al Comune; sarà necessario l'intervento del Papa Pio IX per far rispettare tali volontà, e così da allora il palazzo unirà la propria sorte a quella del prospiciente Collegio Raffaello.

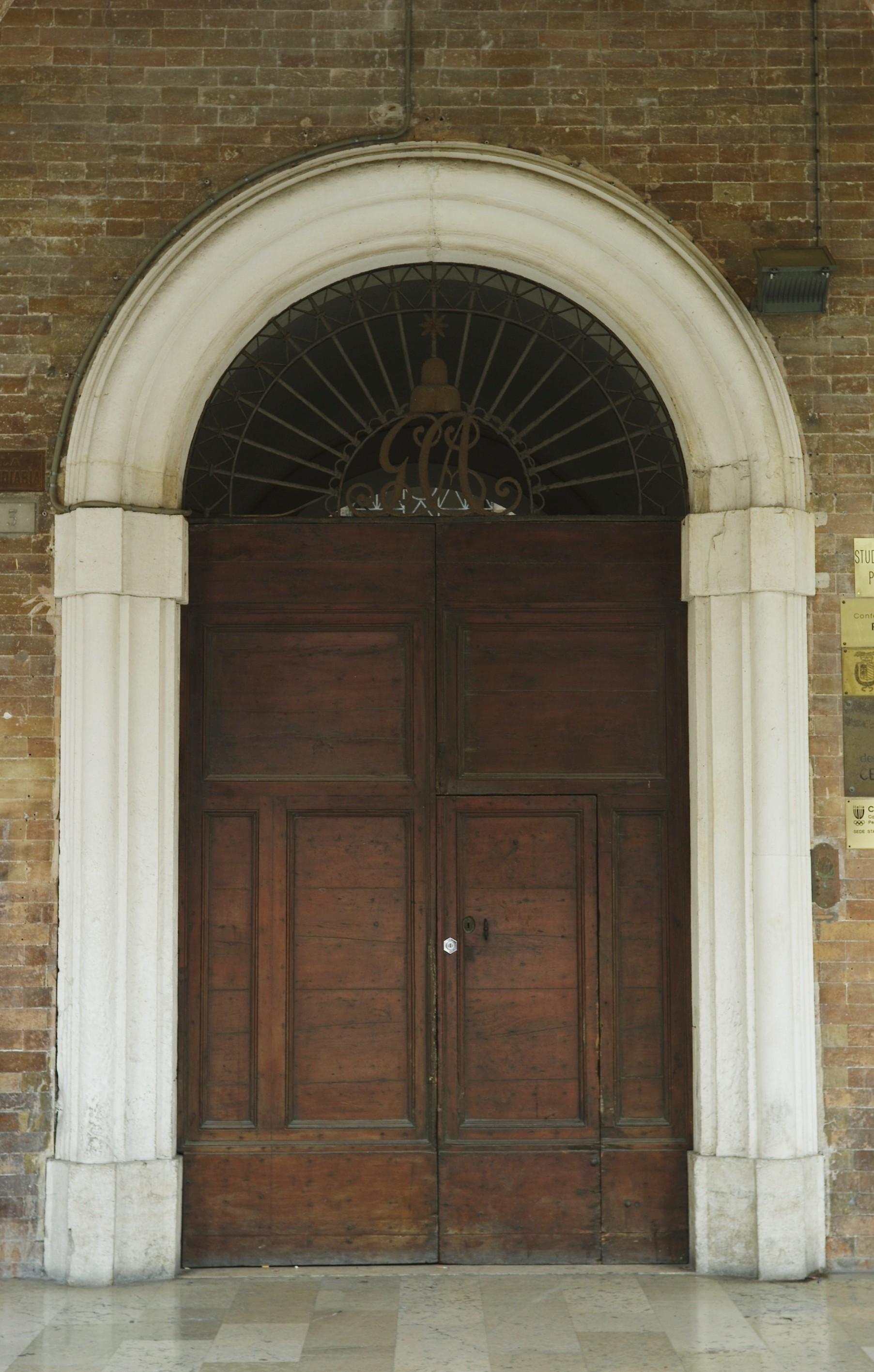
Il portale principale

L'edificio fu progettato da Pietro Ghinelli; progetto che incluse anche l'ampliamento dell'antica piazza di Pian di Mercato (dato che il palazzo arretrò rispetto ai precedenti fabbricati) e la realizzazione del primo tratto del futuro corso Garibaldi. In precedenza sul luogo, poi occupato dal palazzo e dalla nuova piazza, sorgevano alcuni edifici occupati dalla
Congregazione di Santa Maria della Misericordia, adibiti ad uso ospedale, verso la prima metà del XIV secolo; oltre agli oratori dei Sette Dormienti e di Sant'Antonio abate, quest'ultimo dopo la demolizione fu trasferito all'interno della chiesa di San Rocco a Borgo Mercatale e poi dopo la demolizione di quest'ultima (anni venti del XX secolo) nell'Oratorio di San Giovanni Battista.

## Descrizione
Sorge sul lato occidentale di piazza della Repubblica, all'inizio del declivio del versante di Valbona verso il fosso di Risciolo. È fiancheggiato sul lato sinistro da corso Garibaldi (lato est) e su quello destro da via Giuseppe Mazzini (lato ovest), mentre sul lato meridionale confina con altri fabbricati. Si sviluppa su pianta quadrilatera, composto da tre volumi principali, che si sviluppano in parallelo con le strade pubbliche confinanti. Vi è anche un cortile quadrilatero, posto al centro a ridosso della fronte meridionale rivolta verso il paesaggio a valle. Il volume del cortile ha un'altezza più ridotta, rispetto a quella del resto del palazzo.
Le facciate sulle vie esterne presentano un portico dorico architravato a piano terra, aperto solo sui lati nord ed est, mentre sul lato occidentale il portico è tamponato, dato il dislivello elevato che si viene a creare con la sottostante via Mazzini (Valbona). Il colonnato del portico è interrotto al centro, sulla fronte principale, ed all'estremità, sui fronti laterali, da fornici. Una cornice marcapiano in laterizio corre sopra il portico, su tutti i lati, su di essa si sviluppano due ordini di finestre architravate con cornici lapidee, poggianti su cornici marcadavanzali in laterizio. Il primo ordine presenta finestre più alte e dalle cornici più elaborate, invece il secondo presenta finestre più piccole e dalle cornici più sobrie; tra i due ordini si sviluppa una cornice marcapiano in laterizio più piccola e la gronda del tetto è abbellita da una cornice lapidea. Vi sono anche dei balconi, uno grande, posto al centro della facciata principale al livello del primo piano, con base in pietra e ringhiera in ferro battuto, e cinque piccoli, ricavati nello spessore delle murature del piano terra sul fronte occidentale, anch'essi con ringhiere in ferro battuto.
Il palazzo si sviluppa su sei piani, compresi due piani ammezzati, uno tra il seminterrato ed il piano terra, e l'altro, tra quest'ultimo ed il primo piano. La facciata occidentale, essendo più alta, presenta la parte del piano seminterrato e del mezzanino soprastante, rivestita da un bugnato in laterizio a vista.
Il portale principale, al centro della fronte principale, è costituito da un fornice con cornice lapidea ed una lunetta chiusa da un'inferriata in ferro battuto riportante le iniziali del cardinal Albani, G. C. A. (Giuseppe cardinal Albani), e lo stemma familiare (il trimonzio e la stella ad otto punte). Varcato il portale, si raggiunge, dopo un piccolo atrio, il cortile porticato, forse la parte più caratteristica del palazzo, grazie soprattutto al suggestivo scalone a doppia rampa, occupante il lato meridionale.